# Togaviridae
Togaviridae és una família de virus del tipus ARN monocatenari +. Inicialment estaven classificats dins el que ara es coneix com la família Flaviviridae dins del gènere Alphavirus. Causa entre altres la malaltia de la rosa o rubèola (virus Rubella). Aquesta malaltia es va identificar com una malaltia separada, no com un símptoma, a principi del segle xix i a partir de 1969 es disposa d'una vacuna per a ella.

## Gèneres
- Gènere Alphavirus; espècie tipus: Sindbis virus, Eastern equine encephalitis virus, Western equine encephalitis virus, Venezuelan equine encephalitis virus, Ross River virus, O'nyong'nyong virus
- Gènere Rubivirus; espècie tipus: Rubella virus